# 戈斯利維爾
戈斯利維爾是瑞士的城鎮，位於該國北部，由索洛圖恩州負責管轄，面積1.94平方公里，海拔高度539米，2012年人口192，七成人口信奉基督教，该地区的人口密度为每平方公里99人。